# Нильссон, Гуннар
Гу́ннар Ни́льссон (швед. Gunnar Nilsson; 20 ноября 1948, Хельсингборг — 20 октября 1978, Хаммерсмит, Лондон) — шведский автогонщик, участник чемпионата Формула-1 в 1976 и 1977 годах. Провёл 31 этап Гран-при, в 1977 году выиграл Гран-при Бельгии и занял в чемпионате восьмое место. После этого завершил карьеру из-за рака. Умер от рака в 1978.

## Биография
В 1975 году выиграл британский чемпионат Формулы-3 и на следующий сезон был приглашён в команду «Лотус» для гонок в Формуле-1. Он победил на «дождевом» Гран-при Бельгии в 1977 году, но в ходе сезона был удивительно нестабилен. Никто не знал тогда, что Гуннар болен раком. Хотя в 1978 году он и подписал контракт с новой командой «Эрроуз», но состояние здоровья уже не позволяло ему пилотировать машину. Осенью того же года он умер.

## Полная таблица результатов в Ф1
| Легенда к таблице |                                                                    |
| --- | ------------------------------------------------------------------ |
| В таблице перечислены результаты всех Гран-при Формулы-1, в которых принимал участие гонщик. Строками таблицы являются сезоны, столбцами — этапы чемпионата мира. В каждой клетке указаны сокращённое название этапа и результат, дополнительно обозначенный цветом. Расшифровка обозначений и цветов представлена в нижеследующей таблице. |                                                                    |
| \| Пример \| Описание \| \| ------------ \| ------------------------------------------------------------------ \| \| 1 \| Победитель \| \| 2 \| Второе место \| \| 3 \| Третье место \| \| 5 \| Финишировал, заработав очки \| \| Сход \| Не финишировал, но при этом заработал очки \| \| 12 \| Финишировал, не получив очков \| \| НКЛ \| Финишировал, но не попал в финальную классификацию \| \| 15 \| Участвовал вне зачёта, либо по отдельной классификации \| \| 18 \| Не финишировал, но попал в финальную классификацию \| \| Сход \| Не финишировал \| \| НКВ \| Не прошёл квалификацию \| \| НПКВ \| Не прошёл предквалификацию \| \| ДСК \| Дисквалифицирован \| \| ИСК \| Исключён из протокола соревнований \| \| ТТ \| Заявлен для участия только в тренировках \| \| НС \| Участвовал в квалификации, но не стартовал в гонке \| \| Т \| Травмирован или болен \| \| ОТК \| Отказ от участия \| \| НТР \| Прибыл на соревнования, но на трассу не выезжал \| \| НПР \| Был заявлен в числе участников, но не прибыл к началу соревнований \| \| О \| Соревнования отменены \| \| \| Не участвовал \| \| Поул-позиция \| \| \| Быстрый круг \| \| |                                                                    |
| Пример | Описание                                                           |
| 1 | Победитель                                                         |
| 2 | Второе место                                                       |
| 3 | Третье место                                                       |
| 5 | Финишировал, заработав очки                                        |
| Сход | Не финишировал, но при этом заработал очки                         |
| 12 | Финишировал, не получив очков                                      |
| НКЛ | Финишировал, но не попал в финальную классификацию                 |
| 15 | Участвовал вне зачёта, либо по отдельной классификации             |
| 18 | Не финишировал, но попал в финальную классификацию                 |
| Сход | Не финишировал                                                     |
| НКВ | Не прошёл квалификацию                                             |
| НПКВ | Не прошёл предквалификацию                                         |
| ДСК | Дисквалифицирован                                                  |
| ИСК | Исключён из протокола соревнований                                 |
| ТТ | Заявлен для участия только в тренировках                           |
| НС | Участвовал в квалификации, но не стартовал в гонке                 |
| Т | Травмирован или болен                                              |
| ОТК | Отказ от участия                                                   |
| НТР | Прибыл на соревнования, но на трассу не выезжал                    |
| НПР | Был заявлен в числе участников, но не прибыл к началу соревнований |
| О | Соревнования отменены                                              |
| | Не участвовал                                                      |
| Поул-позиция |                                                                    |
| Быстрый круг |                                                                    |

| Год  | Команда | Шасси | Двигатель   | 1      | 2        | 3        | 4     | 5        | 6        | 7        | 8        | 9        | 10    | 11       | 12       | 13       | 14       | 15       | 16       | 17       | Место | Очки |
| ---- | ------- | ----- | ----------- | ------ | -------- | -------- | ----- | -------- | -------- | -------- | -------- | -------- | ----- | -------- | -------- | -------- | -------- | -------- | -------- | -------- | ----- | ---- |
| 1976 | Lotus   | 77    | Cosworth V8 | БРА    | ЮАР Сход | СШЗ Сход | ИСП 3 | БЕЛ Сход | МОН Сход | ШВЕ Сход | ФРА Сход | ВЕЛ Сход | ГЕР 5 | АВТ 3    | НИД Сход | ИТА 13   | КАН 12   | США Сход | ЯПО 6    |          | 10    | 11   |
| 1977 | Lotus   | 78    | Cosworth V8 | АРГ НС | БРА 5    | ЮАР 12   | СШЗ 8 | ИСП 5    | МОН Сход | БЕЛ 1    | ШВЕ 19   | ФРА 4    | ВЕЛ 3 | ГЕР Сход | АВТ Сход | НИД Сход | ИТА Сход | США Сход | КАН Сход | ЯПО Сход | 8     | 20   |